# Паттенден, Колин
Колин Рой Паттенден (англ. Colin Roy Pattenden; 1947, Фарнборо, Кент) — британский бас-гитарист. Участник групп Manfred Mann’s Earth Band, Terra Nova, The Nashville Teens, и the Jackie Lynton Band.
Наибольшую известность получил, играя в группе Manfred Mann’s Earth Band, где играл с момента основания в 1971 году до 1978 года, записав с группой семь альбомов. После ухода из группы, совместно с другим её бывшим участником Крисом Слэйдом, а также вокалистом Питером Коксом создал группу Terra Nova, которая вскоре распалась.
Играл на бас-гитаре в группах Mungo Jerry, The King Earl Boogie Band, The Jackie Lynton Band, и The Nashville Teens.

## Дискография
Manfred Mann’s Earth Band
- 1972 — Manfred Mann’s Earth Band
- 1972 — Glorified Magnified
- 1973 — Messin'
- 1973 — Solar Fire
- 1974 — The Good Earth
- 1975 — Nightingales and Bombers
- 1976 — The Roaring Silence

Terra Nova
- 1980 — Terra Nova